# Зеленортска Острва на Летњим олимпијским играма 2000.
Зеленортска Острва су на Олимпијским играма у Атини 2000. учествовала други пут, после дебија на прошлим Олимпијским играма у Атланти.
Зеленортска делегација на Олимпијским играма 2000. у Сиднеју имала је двоје такмичара 1 мушкарца и 1 жена, који су се такмичили у атлетици. Најстарији учесник у екипи био је двоструки учесник олимпијских игара атлетичар Антонио Карлос Пиња са 34 године и 258 дана, а најмлађа такође двострука учесница и атлетичарка Исменија Фредерико са 29 година и 21 дан. 
Зеленортски олимпијски тим је остао у групи екипа које нису освојиле ниједну медаљу.
Националну заставу на свечаном отварању Олимпијских игара 2004. носила је атлетичарка Исменија Фредерико.

## Учесници по спортовима
| Спорт      | Мушкарци | Жене | Укупно |
| ---------- | -------- | ---- | ------ |
| Атлетика   | 1        | 1    | 2      |
| Укупно (1) | 1        | 1    | 2      |

## Атлетика

### Мушкарци
| Атлетичар           | Дисциплина | Лични рекорд | Квалификације | Квалификације | Полуфинале | Полуфинале | Финале   | Финале        | Детаљи |
| Атлетичар           | Дисциплина | Лични рекорд | Резултат      | Место         | Резултат   | Место      | Резултат | Место         | Детаљи |
| ------------------- | ---------- | ------------ | ------------- | ------------- | ---------- | ---------- | -------- | ------------- | ------ |
| Антонио Карлос Пиња | Маратон    | 2:23:16      |               |               |            |            | 2:29:46  | 67 / 81 (100) |        |

### Жене
| Атлетичар          | Дисциплина | Лични рекорд | Квалификације | Квалификације | Чевртфинале           | Чевртфинале           | Полуфинале            | Полуфинале            | Финале                | Финале       | Детаљи |
| Атлетичар          | Дисциплина | Лични рекорд | Резултат      | Место         | Резултат              | Место                 | Резултат              | Место                 | Резултат              | Место        | Детаљи |
| ------------------ | ---------- | ------------ | ------------- | ------------- | --------------------- | --------------------- | --------------------- | --------------------- | --------------------- | ------------ | ------ |
| Исменија Фредерико | 100 м      | 12,75        | 12,99         | 8. у гр. 1    | Није се квалификовала | Није се квалификовала | Није се квалификовала | Није се квалификовала | Није се квалификовала | 76 / 82 (83) |        |